# De Celestijnse Belofte (film)
The Celestine Prophecy of De Celestijnse Belofte is een Amerikaans/Latijnse film uit 2006. Het is een verfilming naar het boek De Celestijnse Belofte van James Redfield.

## Verhaal
John is net ontslagen als geschiedenisleraar, als hij wordt gebeld door een goede vriendin. Die vertelt dat ze net uit Peru komt en wat manuscriptrollen onder ogen heeft gehad. Zij adviseert hem naar Peru te gaan omdat dit echt iets voor hem zou zijn. Eenmaal daar proberen machtige mensen hem ervan te weerhouden de rollen te zien. John weet echter met behulp van Wil te ontkomen. Met zijn tweeën trekken ze naar Viciente. Daar zijn mensen die zich in de manuscripten hebben verdiept. Wil en zijn collega's zijn ervan overtuigd dat John hier niet zomaar is en leren hem over de negen inzichten (zie boek). Dan worden ze gevonden door Peruaanse rebellen en een voor een gevangengenomen. Als de rebellen met de regeringssoldaten in gevecht komen, weten John en zijn vrienden te ontsnappen. Ze proberen naar een afgesproken plaats te komen vlak bij de Braziliaanse grens. Daar wordt de negende rol gevonden en weet John de Inzichten te beheersen. Bij de Celestijnse Vallei komt alles uit. Daar ziet hij de energie van zijn metgezellen, de natuur en het vermogen om onzichtbaar te worden, om zo het paradijs te zien. De regeringssoldaten komen echter weer opdagen en iedereen raakt uit zijn onzichtbare concentratie en wordt gevangengenomen. Nadat de kardinaal met de leidinggevende heeft gesproken, worden ze vrijgelaten, maar moeten binnen 46 uur het land verlaten hebben. Als John in het vliegtuig zit, komt hij tot de ontdekking dat er mogelijk ook een 10e inzicht bestaat.

## Rolverdeling
- Matthew Settle – John
- Thomas Kretchman – Wil
- Annabeth Gish – Julia
- Sarah Wayne Callies – Marjorie
- Hector Elizonde – kardinaal
- Jaoquim de Almeida – Sanchez
- Jürgen Prochnow – Jensen